# She & Him
She & Him és un duo de música indie folk nord-americà format per Zooey Deschanel (veu, piano, ukulele) i M. Ward (guitarra i producció). El Març de 2008 van publicar el primer album 'Volum One', amb el segell discogràfic Merge Records. Van fer la primera actuació com a She & Him en el festival musical South by Southwest 2008 a Austin, Texas. La seva música ha estat comparada amb els temes de la ràdio dels anys setanta de Carly Simon i Linda Rondstad.

## Història
Zooey Deschanel i M.Ward es van trobar en el rodatge de The Go-Getter on Deschanel era una de les protagonistes. El director Martin Hynes els va proposar cantar com a duet en els crèdits finals de la pel·lícula. Van decidir interpretar el tema 'When I Get to the Border' de Richard i Linda Thompson.

### Volume One
Volum One és el primer àlbum de She & Him. Va ser llançat el 18 de març de 2008 per Merge Records. Ward va produir la gravació, guitarra, arranjaments i acompanyaments vocals. La veu i les lletres de deu dels temes són de Zooey Deschanel. També inclou una versió del tema 'I Should Have Known Better' dels Beatles i 'You Really Got a Hold on Me' de William Robinson, Jr. Alguns dels col·laboradors habituals amb M.Ward com Mike Coykendall i Rachel Blumberg també participen en l'àlbum. Va assolir la vuitena posició en l' Independent Albums de Billboard Magazine on va estar present durant 29 setmanes i el lloc 71 en el Billboard 200 on va estar present durant 12 setmanes.

### Volume Two
El seu segon album "Volum Two" va ser llançat el 23 de març de 2010. Es va gravar en tres estudis diferents a Los Angeles i Portland, aprofitant el temps lliure entre les actuacions de Zooey Deschanel i quan M.Ward no estava de gira solista. Aquest disc, barreja folk, rock i pop amb un aire nostàlgic fruit de l'eclecticisme de Ward i Deschanel. A més del material escrit per Deschanel, inclou les versions "Ridin in My Car", hit del 1977 del grup NRBQ i "Gonna Get Along Without You Now", un tema de country-pop, escrit per Milton Kellem (1951) i popularitzat el 1964 per Skeeter Davis A més dels recitals pels Estats Units, la primavera del 2010 van fer una gira per Europa, amb concerts a Amsterdam, Barcelona, Berlín, Copenhagen, Estocolm, Londres, Madrid, Oslo i Paris. A la capital catalana van actuar el 25 d'abril a la Sala Apolo.

### Volum 3
L'àlbum inclou catorze temes, onze originals de Deschanel i versions mítiques com el "Sunday Girl" de Blondie, el clàssic "Hold Me Thrill Me, Kiss Me", escrit per Harry Noble el 1952 i "Baby" d'Ellie Greenwich. Fou llançat el 7 de maig de 2013 per Merge Records als Estats Units. Totes les cançons van ser produïdes per M.Ward i gravades a Los Angeles, Portland i Nova York. Inclou contribucions de Joey Spampinato, component de NRBQ, el baixista Mike Watt, Tilly and the Wall i Scott McPherson entre d'altres.

### Classics
Després de la seva etapa inicial amb el segell independent Merge Records, el juny de 2014 M.Ward i Zooey Deschanel van signar per Columbia Records, subsidiària de Sony. El desembre d'aquest any 2014 van treure un nou album Classics, amb tretze temes on Deschanel i Ward, amb acompanyament orquestral versionen vells estandards de la música popular americana del segle xx. S'hi troben peces com la inicial Stars fell on Alabama composta per Frank Perkins el 1934 i gravada per Billie Holiday, Ella Fitgerald i Louis Armstrong, Stay awhile, escrita el 1959 per Mike Hawker i interpretada en el seu moment per Dusty Springfield, Time after time gravada per Frank Sinatra i Chet Baker o It's always you, 1940 música de Jimmy Van Heusen, anteriorment versionada per Bing Crosby, Benny Goodman, entre d'altres.

## Membres

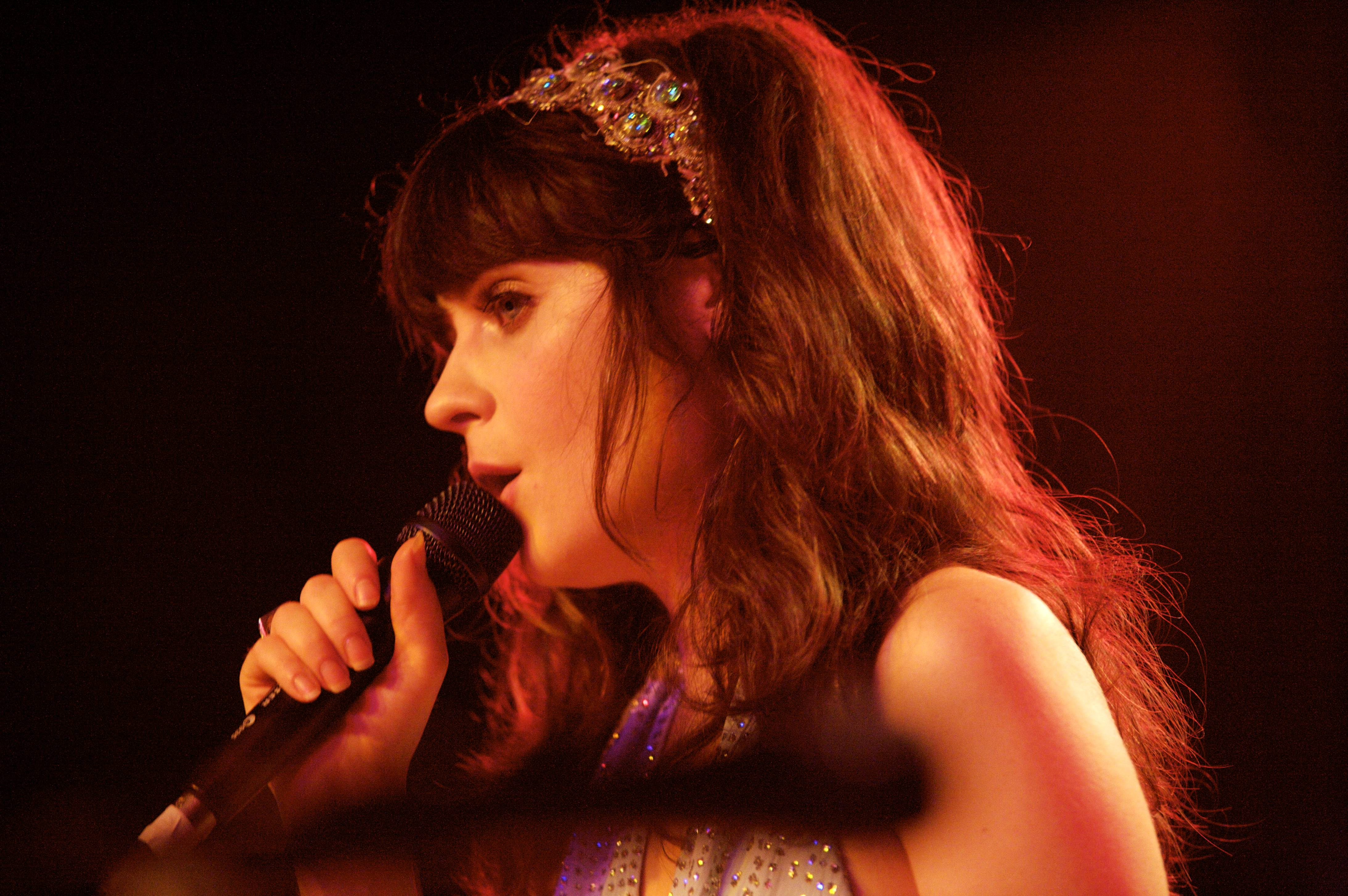
Zooey Deschanel (veu, piano, ukulele i lletres)
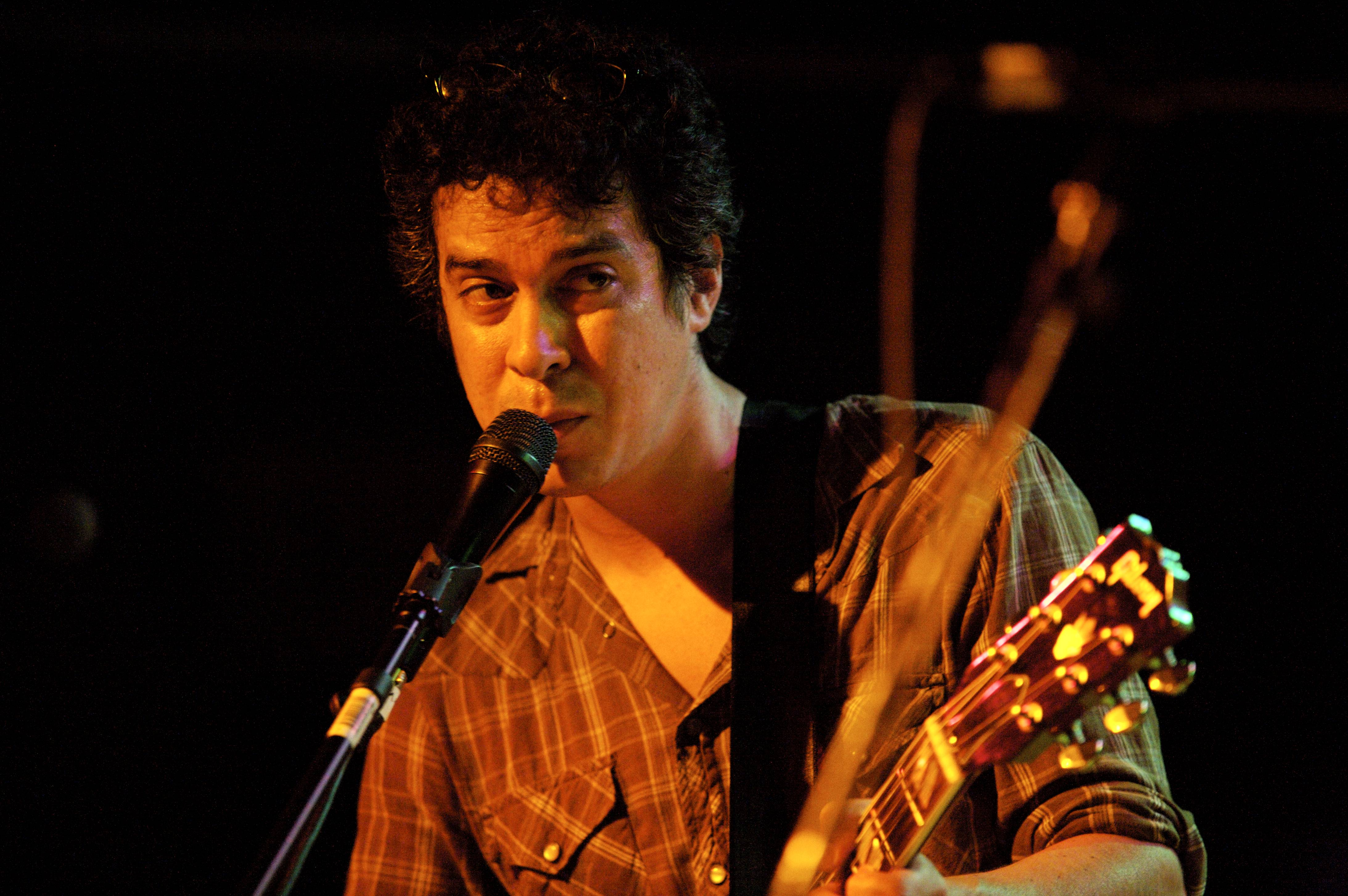
M.Ward (guitarra, piano, veu i producció)

## Discografia
| • Volume One (2008) |
| --- |
| (Discogràfica: Merge Records Lletres: Zooey Deschanel, excepte les indicades) 1. Sentimental Heart 2. Why Do You Let Me Stay Here? 3. This is Not a Test 4. Change is Hard 5. I Thought I Saw Your Face Today 6. Take It Back 7. I Was Made for You 8. You Really Got a Hold on Me (William Robinson, Jr) 9. Black Hole 10. Got Me 11. I Should Have Known Better (Lennon/McCartney) 12. Sweet Darlin (Z.Deschanel/J.Schwartzman) 13. Swing Low Sweet Chariot (Tradicional) |

| • Volume Two (2010) |
| --- |
| (Discogràfica: Merge Records Lletres: Zooey Deschanel, excepte les indicades) 1. Thieves 2. In the Sun 3. Don't Look Back 4. Ridin' in My Car (Alan G. Anderson) 5. Lingering Still 6. Me and You 7. Gonna Get Along Without You Now (Milton Kellem) 8. Home 9. I'm Gonna Make It Better 10. Sing 11. Over it Over Again 12. Brand New Shoes 13. If You Can't Sleep |

| • A Very She & Him Christmas (2011) |
| --- |
| (Discogràfica: Merge Records) 1. The Christmas Waltz" (Sammy Cahn, Jule Styne) 2. Christmas Day (Brian Wilson) 3. Have Yourself a Merry Little Christmas (Ralph Blane, Hugh Martin) 4. I'll Be Home for Christmas (Walter Kent, Kim Gannon, Buck Ram) 5. Christmas Wish (Joey Spampinato) 6. Sleigh Ride (Leroy Anderson, Mitchell Parish) 7. Rockin' Around the Christmas Tree (Johnny Marks) 8. Silver Bells (Jay Livingston, Ray Evans) 9. Baby, It's Cold Outside (Frank Loesser) 10. Blue Christmas (Billy Hayes, Jay W. Johnson) 11. Little Saint Nick (Wilson, Mike Love) 12. The Christmas Song (Bob Wells, Mel Tormé) |

| • Volume 3 (2013) |
| --- |
| (Discogràfica: Merge Records Lletres: Zooey Deschanel, excepte les indicades) 1. I've Got Your Number, Son 2. Never Wanted Your Love 3. Baby (George Morton, Jeff Barry, Ellie Greenwich) 4. I Could've Been Your Girl 5. Turn to White 6. Somebody Sweet to Talk To 7. Something's Haunting You 8. Together 9. Hold Me, Thrill Me, Kiss Me (Harry Noble) 10. Snow Queen 11. Sunday Gir (Chris Stein) 12. London 13. Shadow of Love 14. Reprise (I Could've Been Your Girl) |

| • Classics (2014) |
| --- |
| (Discogràfica: Columbia) 1. Stars Fell on Alabama 2. Oh No, Not My Baby 3. It's Not for Me to Say 4. Stay Awhile 5. This Girl's In Love with You 6. Time After Time 7. She 8. Teach Me Tonight 9. It's Always You 10. Unchained Melody 11. I'll Never Be Free 12. Would You Like to Take a Walk? 13. We'll Meet Again |

| • Christmas Party (2016) |
| --- |
| (Discogràfica: Columbia) 1. All I Want for Christmas Is You 2. Let It Snow 3. Must Be Santa 4. Happy Holiday 5. Mele Kalikimaka 6. Christmas Memories 7. Run Run Rudolph 8. Winter Wonderland 9. The Coldest Night of the Year 10. A Marshmallow World 11. The Man with the Bag 12. Christmas Don't Be Late |